# A Quiet Passion
Pour plus de détails, voir Fiche technique et Distribution.
A Quiet Passion, ou Emily Dickinson, a Quiet Passion en France et Emily Dickinson : L’Histoire d’une passion au Québec, est un film britannico-belge réalisé par Terence Davies, sorti en 2016. C'est un film biographique sur la poétesse américaine Emily Dickinson. Il est présenté hors compétition à la Berlinale 2016.

## Synopsis
Au milieu du XIXe siècle, en Nouvelle-Angleterre, Emily Dickinson se fait renvoyer du Mount Holyoke Female Seminary pour son attitude rebelle vis-à-vis des conventions religieuses. Elle revient dans la propriété familiale d'Amherst, où elle va vivre désormais, sans se marier. Sa famille est austère, puritaine, mais aimante et très unie. Emily est passionnée de poésie.

## Fiche technique
- Titre original : A Quiet Passion
- Titre en France : Emily Dickinson, a Quiet Passion
- Titre au Québec : Emily Dickinson : L’Histoire d’une passion
- Réalisation : Terence Davies
- Scénario : Terence Davies[4]
- Direction artistique : Manolito Glas
- Décors : Merijn Sep
- Costumes : Catherine Marchand
- Photographie : Florian Hoffmeister
- Montage : Pia Di Ciaula (en)
- Production : Roy Boulter et Solon Papadopoulos (producteurs), Peter De Maegd et Tom Hameeuw (coproducteurs)
- Sociétés de production : Hurricane Films et WeatherVane Productions (production), Potemkino (coproduction)[5]
- Société de distribution : Music Box Films (États-Unis), Cineart Filmes (Brésil), Paname Distribution (France), Albatros Film et Mimosa Film (Japon)
- Budget (estimation) : 6 900 000 euros
- Pays de production :  Royaume-Uni,  Belgique
- Langue : anglais
- Format : couleur - 2.35 : 1 - 35 mm
- Genre : biographie, drame
- Durée : 125 minutes
- Dates de sortie :
  - Allemagne : 14 février 2016 (Berlinale 2016)
  - Belgique : 2 novembre 2016
  - Pays-Bas : 1er décembre 2016[6]
  - Royaume-Uni : 7 avril 2017
  - France : 3 mai 2017

## Distribution
- Cynthia Nixon : Emily Dickinson
- Jennifer Ehle : Vinnie, sœur d'Emily
- Duncan Duff (VF : Benoit Schwartz) : Austin, frère d'Emily
- Keith Carradine (VF : Gabriel Le Doze) : le père d'Emily
- Joanna Bacon (VF : Marie Madeleine Burguet Le Doze) : la mère d'Emily
- Annette Badland (VF : Anne Plumet) : tante Elizabeth
- Jodhi May : Susan Gilbert, l'épouse d'Austin Dickinson
- Catherine Bailey : Vryling Buffam, une amie d'Emily
- Emma Bell : Emily Dickinson jeune
- Rose Williams : Vinnie Dickinson jeune
- Benjamin Wainwright : Austin Dickinson jeune
- Noémie Schellens (nl) (VF : Isabelle Sempéré) : Mabel Loomis Todd, maîtresse d'Austin
- Miles Richardson (en) : le pasteur
- Eric Loren (en) : révérend Wadsworth
- Simone Milsdochter : Mrs Wadsworth
- Verona Verbakel : Margaret Kelley, une employée des Dickinson

 Source et légende : version française (VF) sur RS Doublage

## Accueil

### Critique
L'accueil critique est plutôt positif : le site Allociné recense dans les médias une moyenne de 3,3 critiques favorables sur 5.

### En salle
Le film sort en France le 3 mai 2017, dans 54 salles. En première semaine, il réalise 25 459 entrées (soit une moyenne de 471 entrées par salle), ce qui le place 21e du box-office. Il totalise 54 152 entrées en fin d'exploitation.
Sorti le 14 avril 2017 aux États-Unis, le film totalise 1 865 396 $ durant les treize semaines où il est resté à l'affiche. À l'international, il engrange 1 359 979 $ de recettes, portant le cumul mondial à 3 225 375 $.
Le site Allociné recense une moyenne de 3,2 spectateurs satisfaits sur 5.